# Добин, Шимон
Ши́мон (Шимойни) До́бин (1869, местечко Бобр, Сенненский уезд, Могилевская губерния, Российская империя, ныне Белоруссия — 1944, Верхний Уфалей Челябинской обл.) — еврейский публицист, педагог, общественный деятель. Писал на идише.

## Биография
Работал в Одессе бухгалтером. Член Поалей-Цион. В 1907 году был сослан в Архангельскую губернию. В 1908—1911 годах — за границей.
Член Городской думы Киева от Бунда.
Председатель общества Культур-лига.
Автор лекций в еврейских средних и высших школах, работал в филологической секции Института еврейской пролетарской культуры при АН УССР.
Автор книг о еврейской литературе, друг Шолом-Алейхема и исследователь его творчества. Публиковался во многих изданиях.

## Семья
Брат — Мотя Добин, российский и французский публицист и общественный деятель. Первая жена — Рохл Добина, библиограф Института еврейской культуры. Сын — Ефим Добин, писатель. Вторая жена — Рахель Аронсон.